# Samir de los Caños
Samir de los Caños est une municipalité espagnole de la communauté autonome de Castille-et-León et de la province de Zamora. En 2021, elle compte 169 habitants.